# Brevipalpus lilium
Brevipalpus lilium är en spindeldjursart som beskrevs av Baker 1949. Brevipalpus lilium ingår i släktet Brevipalpus och familjen Tenuipalpidae. Inga underarter finns listade.